# Royal Aircraft Factory B.E.9
De Royal Aircraft Factory B.E.9 "Pulpit", dat ook weleens wordt afgekort als RAF B.E.9, was een Brits tweedeks verkenningsvliegtuig. De afkorting B.E staat voor Blériot Experimental. Het was een experimentele versie van de RAF B.E.2c dat in 1912 werd ontworpen (RAF B.E.2). Het toestel is gebaseerd op de Franse SPAD A.2.
Het toestel was een RAF B.E.2c die werd voorzien van een stoel, de zogenaamde "Preekstoel", voor de propeller. Hiermee beoogde men de waarnemer vooraan te plaatsen zodat deze een beter zicht had. Er zou uiteindelijk ook een Lewis machinegeweer voorzien zijn. Om het evenwicht te handhaven, werden de vleugels wat naar voren geplaatst. De piloot bleef waar hij zat bij de RAF B.E.2c. Door de vleugels naar voren te plaatsen, had de piloot een beter zicht wat er rond hem gebeurde.
Er werd een prototype gebouwd dat de serienummer 1700 kreeg. Het vloog voor het eerst op 14 augustus 1915 boven Farnborough Airfield. In september werd het nogmaals getest in Frankrijk door de No. 16 Squadron van de Royal Flying Corps.
Het ontwerp had diverse nadelen. Het meest voor de hand liggende was de hachelijke situatie van de waarnemer. Als de piloot een hevige noodlanding moest maken, bestond de kans dat het toestel zou landen op de neus. Hierdoor is de neus meestal verpletterd. De waarnemer zou uiteindelijk verpletterd kunnen worden door de motor of erger nog, gedood worden door de propeller die met enorme toeren rond zijn as draaide. Ondanks de SPAD A.2 die dienst zag, kwam de RAF B.E.9 niet verder dan het prototype.